# Taifa Zaragoza

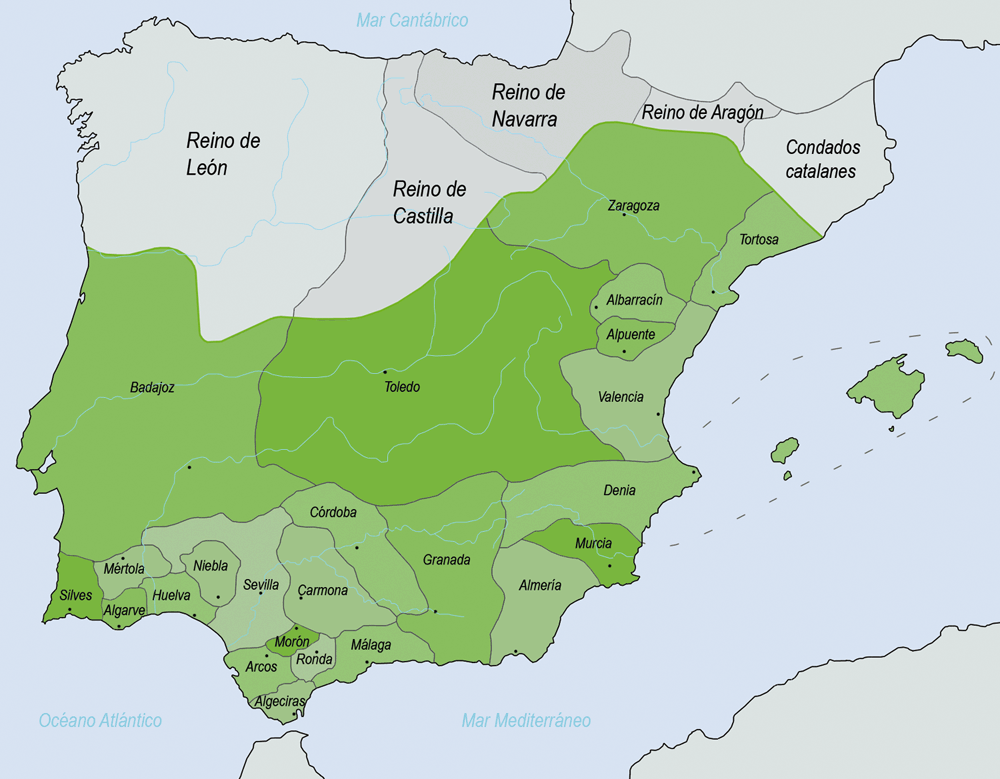
Ligging t.o.v. andere taifa's

De taifa Zaragoza was een emiraat (taifa) in de regio Aragón, in het noorden en oosten van Spanje. De taifa kende een onafhankelijke periode van 1013 tot 1110. De stad Zaragoza (Arabisch: Saraqusta) was de hoofdplaats van de taifa.

## Lijst van emirs
Banu Tujib (Tujibiden)
- Mundir I: ca. 1013–1021/22
- Yahya al-Muzaffar: 1021/22–1036
- Mundir II: 1036–1038/39
- Abd Allah ibn Hakam: 1038/39

Banu Hud (Hudiden)
- Suleiman ibn Hud al-Mustasin: 1038/39–1046
- Mohammed al-Hayib Adud ad-Dawla: 1046/47-1066/67 (in Calatayud)
- Lubb ibn Suleiman: 1047-1048 (in Huesca)
- Mundir al-Hayib al-Zafir Nasir ad-Dawla: 1047–1048/49 (in Tudela)
- Yusuf ibn Suleiman al-Muzaffar Sayf ad-Dawla (in Lérida): 1047–1078/81
- Abu Yafar Ahmed ibn Hud al-Muqtadir: 1046–1081/82/83
- Yusuf al-Mu'tamin: 1081/82/83–1085
- Ahmed al-Mustasin: 1085–1110
- Abd al-Malik Imad ad-Dawla: 1110
- Aan Almoraviden uit Marokko: 1110–1118